# Mai 1960

## Événements
- En France, révision de la Constitution relative à la Communauté européenne.
- Le dalaï-lama Tenzin Gyatso transfère le gouvernement tibétain en exil à Dharamsala, en Inde.
- Kennedy lance une initiative de paix pour le Moyen-Orient. Il souhaite l’application des recommandations de l’ONU sur les réfugiés palestiniens et la résurrection de la Commission de conciliation de 1949. Les réfugiés arabes pourraient se voir octroyer le droit d’émigrer en Amérique du Nord, en Amérique latine et en Australie, sauf 25 % qui rentreraient en Israël. David Ben Gourion refuse tout retour de réfugiés avant le règlement durable de l’ensemble de la question. Il se rend aux États-Unis (mai) et recherche une intervention américaine contre les livraisons d’armes de l’Union soviétique à la RAU.

- 1er mai : 
  - Un avion de reconnaissance américain de type U2 (avion-espion) est abattu au-dessus du territoire soviétique. Le pilote américain Francis Gary Powers est arrêté et condamné le 17 août à 10 ans de prison pour espionnage.
  - Inde : le Gujarat est détaché de l’État de Bombay, qui devient l’État du Maharashtra.

- 2 mai : aux États-Unis, Caryl Chessman est définitivement amené dans la chambre à gaz du pénitencier de San Quentin. Condamné à mort pour meurtre, il attendait son exécution depuis 12 ans et avait réussi à la repousser 8 fois.

- 3 mai : l'URSS a accepté les propositions occidentales pour limiter exclusivement les essais nucléaires souterrains à la recherche.

- 4 mai :
  - Les États-Unis et l'Inde signent le pacte du blé permettant une plus grande vente de produits agricoles.
  - Le Jury fédéral de Pittsburgh rejette une plainte tendant à faire reconnaître que le cancer des poumons est lié à la dépendance aux cigarettes  Chesterfield.

- 5 mai : 
  - Léonid Brejnev succède au maréchal Kliment Vorochilov et devient le nouveau chef de l'État soviétique.
  - Khrouchtchev annonce qu’un avion américain a été abattu au-dessus du territoire soviétique.

- 6 mai : Washington affirme qu’il s’agit d’un avion météorologique égaré.

- 7 mai :   
  - Nikita Khrouchtchev accède à la présidence de l'URSS.
  - Moscou annonce qu’elle détient le pilote, Gary Powers, et qu’il a reconnu avoir été chargé d’une mission d’espionnage sur un appareil spécialement conçu, l’U-2.

- 8 mai : des relations diplomatiques sont établies avec l'Union soviétique, puis Cuba importe du pétrole russe à meilleur prix que celui du Venezuela. Mais les compagnies américaines installées à Cuba refusent de le raffiner et Castro les confisque. En réaction, Eisenhower annule le quota dont disposait Cuba dans les importations nord-américaines de sucre. Castro répond en confisquant toutes les compagnies nord-américaines de l’île (téléphone, mines, cigarettes, etc.).

- 9 mai :  légalisation de la pilule anticonceptionnelle sur le territoire américain. La FDA (Food and DRUG Administration) approuve la pilule comme moyen contraceptif. Dès le 9 mai la vente de la pilule anticonceptionnelle « Enovid » est autorisée aux États-Unis.

- 10 mai : le sous-marin nucléaire USS Nautilus réalise la première circumnavigation sous-marine de la terre, sans remontée à la surface.

- 11 mai :
  - Mise à flot du paquebot France, à Saint-Nazaire (Pays de la Loire).
  - Le Président Eisenhower reconnaît publiquement que les États-Unis ont effectué des missions de reconnaissance aérienne au-dessus de territoire soviétique durant les quatre dernières années. Le 15 mai, il annonce que plus aucun vol d'espionnage ne sera fait.
  - En Argentine, quatre agents du Mossad israélien, enlève le nazi fugitif Adolf Eichmann se cachant sous le nom de Ricardo Klement. La capture est annoncée le 23 mai par le premier ministre israélien David Ben Gourion.
  - Décès du milliardaire américain John Davison Rockefeller Junior qui laisse à sa femme une fortune de 150 millions de Dollars américains.

- 13 mai :  
  - première ascension du Dhaulagiri, 7e plus haute montagne du monde.
  - Le pilote Harry Schell se tue lors d'un entraînement sur la piste de Silverstone.

- 14 mai : conférence au sommet des quatre grandes puissances, à Paris, avec Eisenhower, Macmillan, Khrouchtchev et de Gaulle.

- 15 mai : lancement du premier vaisseau spatial russe Vostok plaçant sur orbite Spoutnik 4. D'un poids de 9.988 livres, il contient un homme factice.

- 15 - 25 mai[1] : Élections législatives congolaises.

- 16 mai :  le président soviétique Nikita Khrouchtchev profite de l'affaire de l'avion U2 pour faire échouer la conférence de Paris, en demandant des excuses de la part du président américain Dwight D. Eisenhower pour l'avion espion U-2 qui avait survolé le territoire soviétique alors que se terminait le sommet des quatre à Paris[2].

- 17 mai : décès du poète Jules Supervielle.

- 18 mai : naissance du joueur de tennis français Yannick Noah.

- 21 mai :  le gouvernement de Cuba prend le contrôle de toute la presse écrite indépendante.

- 22 mai : tremblement de terre record au Chili (9,5 sur l'échelle de Richter), il fait 2 000 morts sur place et 250 du fait des tsunamis au Japon, aux Philippines, en Alaska et aux îles Hawaii.

- 23 mai : 
  - Un tsunami, avec une vague de 35 pieds de haut, frappe Hilo (Hawaii) causant la mort de 39 personnes et faisant des dégâts matériels pour 50 millions de US dollars.
  - L'enlèvement de Adolf Eichmann en Argentine par les Israéliens est annoncé à la Knesset par le premier ministre David Ben Gourion.

- 24 mai : l'US Air Force met sur orbite le satellite Midas I pour détecter toute attaque nucléaire.

- 27 mai : en Turquie, le Général Cemal Gürsel conduit un coup d'État militaire pour renverser le Président Celal Bayar et le gouvernement démocratiquement élu.

- 28 mai :   Martin Luther King est acquitté de l'accusation de parjure dans l'affaire du boycott des autobus de Montgomery en 1956.

- 29 mai : deuxième grand prix de F1 de la saison 1960 à Monaco, remporté par Stirling Moss sur Lotus-Climax.

- 30 mai : Formule 1 : troisième grand prix de la saison aux 500 miles d'Indianapolis, remporté par Jim Rathmann sur Watson-Offenhauser.

## Naissances
- 1er mai : Thierry Ragueneau, acteur français.
- 2 mai : Dragan Marković, homme politique serbe († 22 novembre 2024).
- 4 mai : Serge Diantantu, auteur et dessinateur de bande dessinée congolais (RDC) († 1er juin 2022).
- 5 mai : Douglas H. Wheelock, astronaute américain.
- 9 mai : Daniel N. Sebban, dessinateur et scénariste de bande dessinée français et canadien.
- 10 mai : Paul Hewson dit Bono, chanteur irlandais du groupe U2.
- 18 mai : Yannick Noah, joueur de tennis et chanteur français et camerounais.
- 21 mai: Jeffrey Dahmer, tueur en série américain
- 22 mai : Hideaki Anno, réalisateur japonais.
- 23 mai : 
  - Cheryl Gallant, politicienne fédéral.
  - Michel Roux Jr, chef cuisinier franco-britannique.
  - Pascal Farkas, artiste de vie français.
- 24 mai : Kristin Scott Thomas, actrice franco-britannique.
- 25 mai : Benoît van Innis, peintre belge († 24 février 2024).
- 29 mai : Thierry Fremaux, Délégué Général du festival de Cannes français.

## Décès
- 11 mai : John Davison Rockefeller Junior, milliardaire américain (° 1874).
- 15 mai : Guilherme d'Oliveira Marques, peintre et sculpteur portugais (° 12 octobre 1887).
- 16 mai : Igor Grabar, historien d'art et muséologue soviétique (° 13 mars 1871).
- 17 mai : Jules Supervielle, poète et écrivain français (° 1884).
- 23 mai : Archange Godbout, religieux et généalogiste des canadiens français.
- 25 mai : El Gallo (Rafael Gómez Ortega), matador espagnol (° 18 juillet 1882).
- 29 mai : Eleanor Butler Roosevelt, philanthrope américaine (° 26 décembre 1888).
- 30 mai : Boris Pasternak, écrivain russe, prix Nobel de littérature, auteur du « Docteur Jivago » (° 1890).